# Sibiriskt nejonöga
Sibiriskt nejonöga (Lethenteron camtschaticum) är en ryggsträngsdjursart som först beskrevs av Wilhelm Gottlieb von Tilesius von Tilenau 1811.  Sibiriskt nejonöga ingår i släktet Lethenteron och familjen nejonögon. IUCN kategoriserar arten globalt som livskraftig. Inga underarter finns listade i Catalogue of Life.
Liksom andra medlemmar i familjen nejonögonfiskar liknar arten en ål i kroppsformen. Den blir upp till 40 cm lång. Kroppen saknar fjäll och den har en mörkbrun till grå ovansida. Hos unga exemplar är undersidan ofta ljusare. Liksom andra nejonögonfiskar har arten istället för käkar en rund sugskiva i munnen. På varje sida förekommer sju gälöppningar.
Arten har två från varandra skilda populationer. Den första förekommer från östra Finland och Kolahalvön till Obviken. Den andra hittas i norra Stilla havet och i angränsande områden från Koreahalvön till Berings sund och till nordvästra Kanada. Kanske är dessa populationer sammanlänkade med varandra.
Antagligen är de flesta exemplar anadrom. De vandrar mellan havet och vattendrag med sötvatten. Mindre populationer i Nordamerika kan leva hela tiden i sötvatten. Sibiriskt nejonöga lägger sina ägg i klara vattendrag med måttligt vattenflöde. Innan skapas en liten grop i bottensedimentet. Larverna vilar i självskapade håligheter i mjuk botten.